# Список призёров Олимпийских игр по конному спорту
Это список призёров Олимпийских игр по конному спорту. Впервые медали в конном спорте были разыграны на Играх 1900 года в Париже. Уже в 1912 году программа соревнований в конном спорте была близка к современной, а с 1928 года обрела нынешний формат, когда конники разыгрывают 6 комплектов наград в личных и командных конкуре, троеборье и выездке. Спорстмены выступали на лошадях также в поло и современном пятиборье, но эти дисцплины рассматриваются МОК как отдельные виды спорта.
До 1952 года в соревнованиях могли принимать участие только офицеры-кавалеристы. Женщины впервые полноценно выступили на Олимпийских играх в конном спорте в 1952 году, тогда они были допущены только до выездки (на Играх 1900 года также выступали несколько женщин).
Из-за карантина на ввоз животных соревнования по конному спорту в рамках Олимпийских игр 1956 года в Мельбурне состоялись в Швеции. В 2008 году во время Игр в Пекине конники соревновались в Гонконге (на территории другого члена НОК, но в той же стране).
По общему количеству золотых медалей и наград в целом лидирует немка Изабель Верт, которая 7 раз выступала в выездке на Олимпийских играх, и все 7 раз выигрывала как минимум серебро и в личном первенстве, и в командном. Всего на её счету 14 медалей (8 золотых и 6 серебряных). Второе место по золотым медалям занимает Райнер Климке (6), а третье — ещё один немецкий конник Ханс Гюнтер Винклер (5). Ещё 6 спортсменов выиграли по 4 золотые олимпийские медали в конном спорте. По общему количеству медалей второе место после Верт занимает Анки ван Грюнсвен из Нидерландов, которая завоевала 9 наград (3 золотые, 5 серебряных и 1 бронзовую).

## Выездка

### Личное первенство
Медали в личной выездке разыгрывались на Олимпийских играх 26 раз. 9 побед на счету немецких конников, 5 раз выигрывали шведы. 5 конников выигрывали личную выездку более одного раза — Анки ван Грюнсвен (2000, 2004, 2008), Хенри Сен-Сир (1952, 1956), Николь Упхофф (1988, 1992), Шарлотта Дюжарден (2012, 2016), Джессика фон Бредов-Верндль (2020, 2024). Изабель Верт завоевала больше всех наград — 1 золотую и 6 серебряных. Мужчины последний раз побеждали в выездке в 1984 году, после этого женщины выиграли 10 раз подряд. Более того, с 1996 года мужчины не выиграли ни одной медали в личной выездке.
| Игры                              | Золото                                         | Серебро                                               | Бронза                                                        |
| 1912 Стокгольм см. подробнее      | Карл Бунде на Emperor Швеция                   | Густаф Адольф Больтенстерн на Neptun Швеция           | Ханс фон Бликсен-Финекке на Maggie Швеция                     |
| 1920 Антверпен см. подробнее      | Янне Лундблад на Uno Швеция                    | Бертиль Сандстрём на Sabel Швеция                     | Ханс фон Русен на Running Sister Швеция                       |
| 1924 Париж см. подробнее          | Эрнст Линдер на Piccolomino Швеция             | Бертиль Сандстрём на Sabel Швеция                     | Ксавье Лезаж на Plumard Франция                               |
| 1928 Амстердам см. подробнее      | Карл фон Ланген на Draufgänger Германия        | Шарль Марион на Linon Франция                         | Рагнар Ульсон на Günstling Швеция                             |
| 1932 Лос-Анджелес см. подробнее   | Ксавье Лезаж на Taine Франция                  | Шарль Марион на Linon Франция                         | Хайрем Таттл на Olympic США                                   |
| 1936 Берлин см. подробнее         | Хайнц Поллай на Taine Германия                 | Фридрих Герхард на Absinth Германия                   | Алоис Подхайски на Nero Австрия                               |
| 1948 Лондон см. подробнее         | Ханс Мозер на Hummer Швейцария                 | Андре Жуссом на Harpagon Франция                      | Густаф Адольф Больтенстерн-мл. на Trumf Швеция                |
| 1952 Хельсинки см. подробнее      | Хенри Сен-Сир на Master Rufus Швеция           | Лис Хартель на Jubilee Дания                          | Андре Жуссом на Harpagon Франция                              |
| 1956 Стокгольм см. подробнее      | Хенри Сен-Сир на Juli Швеция                   | Лис Хартель на Jubilee Дания                          | Лизелотт Линзенхофф на Adular Объединённая германская команда |
| 1960 Рим см. подробнее            | Сергей Филатов на Абсенте СССР                 | Густав Фишер на Wald Швейцария                        | Йозеф Неккерман на Asbach Объединённая германская команда     |
| 1964 Токио см. подробнее          | Анри Шаммартен на Wörmann Швейцария            | Харри Больдт на Remus Объединённая германская команда | Сергей Филатов на Абсенте СССР                                |
| 1968 Мехико см. подробнее         | Иван Кизимов на Ихоре СССР                     | Йозеф Неккерман на Mariano ФРГ                        | Райнер Климке на Dux ФРГ                                      |
| 1972 Мюнхен см. подробнее         | Лизелотт Линзенхофф на Piaff ФРГ               | Елена Петушкова на Пепле СССР                         | Йозеф Неккерман на Venetia ФРГ                                |
| 1976 Монреаль см. подробнее       | Кристин Штюкельбергер на Granat Швейцария      | Харри Больдт на Woycek ФРГ                            | Райнер Климке на Mehmed ФРГ                                   |
| 1980 Москва см. подробнее         | Элизабет Тойрер на Mon Cherie Австрия          | Юрий Ковшов на Игроке СССР                            | Виктор Угрюмов на Шквале СССР                                 |
| 1984 Лос-Анджелес см. подробнее   | Райнер Климке на Ahlerich ФРГ                  | Анне Грете Йенсен на Marzog Дания                     | Отто Хофер на Limandus Швейцария                              |
| 1988 Сеул см. подробнее           | Николь Упхофф на Rembrandt ФРГ                 | Маргит Отто-Крепен на Corlandus Франция               | Кристин Штюкельбергер на Gauguin de Lully CH Швейцария        |
| 1992 Барселона см. подробнее      | Николь Упхофф на Rembrandt Германия            | Изабель Верт на Gigolo Германия                       | Клаус Балкенхоль на Goldstern Германия                        |
| 1996 Атланта см. подробнее        | Изабель Верт на Gigolo Германия                | Анки ван Грюнсвен на Bonfire Нидерланды               | Свен Ротенбергер на Weyden Нидерланды                         |
| 2000 Сидней см. подробнее         | Анки ван Грюнсвен на Bonfire Нидерланды        | Изабель Верт на Gigolo Германия                       | Улла Зальцгебер на Rusty Германия                             |
| 2004 Афины см. подробнее          | Анки ван Грюнсвен на Salinero Нидерланды       | Улла Зальцгебер на Rusty Германия                     | Беатрис Феррер-Салат на Beauvalais Испания                    |
| 2008 Пекин см. подробнее          | Анки ван Грюнсвен на Salinero Нидерланды       | Изабель Верт на Satchmo Германия                      | Хайке Кеммер на Bonaparte Германия                            |
| 2012 Лондон см. подробнее         | Шарлотта Дюжарден на Valegro Великобритания    | Аделинде Корнелиссен на Parzival Нидерланды           | Лора Бехтольшаймер на Mistral Højris Великобритания           |
| 2016 Рио-де-Жанейро см. подробнее | Шарлотта Дюжарден на Valegro Великобритания    | Изабель Верт на Weihegold Германия                    | Кристина Брёринг-Шпрее на Desperados Германия                 |
| 2020 Токио см. подробнее          | Джессика фон Бредов-Верндль на Dalera Германия | Изабель Верт на Bella Rose Германия                   | Шарлотта Дюжарден на Gio Великобритания                       |
| 2024 Париж см. подробнее          | Джессика фон Бредов-Верндль на Dalera Германия | Изабель Верт на Wendy Германия                        | Шарлотта Фрай на Glamourdale Великобритания                   |

### Командное первенство
Награды в командном троеборье разыгрывались на Олимпийских играх 22 раза, начиная с 1928 года. По победам с большим отрывом лидируют немецкие конники (включая выступления как Объединённая германская команда и ФРГ), которые одержали 15 побед, в том числе 10 побед за последние 11 Олимпиад. По 2 раза побеждали Швеция, Франция и СССР, одна победа у Великобритании.
| Игры                              | Золото | Серебро | Бронза |
| 1928 Амстердам см. подробнее      | Германия · Карл фон Ланген · на Draufgänger · Херман Линкенбах · на Gimpel · Ойген фон Лоцбек · на Caracalla                                  | Швеция · Рагнар Ульсон · на Günstling · Янне Лундблад · на Blackmar · Карл Бунде · на Ingo                                                   | Нидерланды · Ян ван Реде · на Hans · Пьер Верстег · на His Excellence · Герард ле Хёкс · на Valérine                          |
| 1932 Лос-Анджелес см. подробнее   | Франция | Швеция | США |
| 1936 Берлин см. подробнее         | Германия | Франция | Швеция |
| 1948 Лондон см. подробнее         | Франция | США | Португалия · Фернанду Паэш · на Matamas · Франсишку Валадаш · на Feitiço · Луиш Мена и Силва · на Fascinante                  |
| 1952 Хельсинки см. подробнее      | Швеция | Швейцария | Германия |
| 1956 Стокгольм см. подробнее      | Швеция | Объединённая германская команда | Швейцария |
| 1960 Рим                          | Не включено в олимпийскую программу | Не включено в олимпийскую программу | Не включено в олимпийскую программу                                                                                           |
| 1964 Токио см. подробнее          | Объединённая германская команда · Харри Больдт · на Remus · Райнер Климке · на Dux · Йозеф Неккерман · на Antoinette                          | Швейцария · Анри Шаммартен · на Wörmann · Густав Фишер · на Wald · Марианне Госвайлер · на Stephan                                           | СССР · Иван Калита · на Моаре · Иван Кизимов · на Ихоре · Сергей Филатов · на Абсенте                                         |
| 1968 Мехико см. подробнее         | ФРГ · Йозеф Неккерман · на Mariano · Райнер Климке · на Dux · Лизелотт Линзенхофф · на Piaff                                                  | СССР · Иван Калита · на Абсенте · Иван Кизимов · на Ихоре · Елена Петушкова · на Пепле                                                       | Швейцария · Анри Шаммартен · на Wolfdietrich · Густав Фишер · на Wald · Марианне Госсвайлер · на Stephan                      |
| 1972 Мехико см. подробнее         | СССР · Иван Калита · на Тарифе · Иван Кизимов · на Ихоре · Елена Петушкова · на Пепле                                                         | ФРГ · Лизелотт Линзенхофф · на Piaff · Йозеф Неккерман · на Venetia · Карин Шлютер · на Liostro                                              | Швеция · Улла Хоканссон · на Ajax · Нинна Своб · на Casanova · Мауд фон Русен · на Lucky Boy                                  |
| 1976 Монреаль см. подробнее       | ФРГ | Швейцария | США |
| 1980 Москва см. подробнее         | СССР · Юрий Ковшов · на Игроке · Виктор Угрюмов · на Шквале · Вера Мисевич · на Плоте                                                         | Болгария | Румыния |
| 1984 Лос-Анджелес см. подробнее   | ФРГ | Швейцария | Швеция |
| 1988 Сеул см. подробнее           | ФРГ | Швейцария | Канада |
| 1992 Барселона см. подробнее      | Германия | Нидерланды | США |
| 1996 Атланта см. подробнее        | Германия | Нидерланды | США |
| 2000 Сидней см. подробнее         | Германия | Нидерланды | США |
| 2004 Афины см. подробнее          | Германия | Испания | США |
| 2008 Пекин см. подробнее          | Германия | Нидерланды | Дания |
| 2012 Лондон см. подробнее         | Великобритания · Карл Хестер · на Uthopia · Лаура Бехтольшаймер · на Mistral Hojris · Шарлотта Дюжарден · на Valegro                          | Германия · Дороте Шнайдер · на Diva Royal · Кристина Шпрее · на Desperados · Хелен Лангеханенберг · на Damon Hill                            | Нидерланды · Анки ван Грюнсвен · на Salinero · Эдвард Гал · на Undercover · Аделинде Корнелиссен · на Parzival                |
| 2016 Рио-де-Жанейро см. подробнее | Германия · Кристина Брёринг-Шпрее · на Desperados · Изабель Верт · на Weihegold · Зёнке Ротенбергер · на Cosmo · Дороте Шнайдер · на Showtime | Великобритания · Фиона Бигвуд · на Orthilia · Шарлотта Дюжарден · на Valegro · Спенсер Уилтон · на Super Nova II · Карл Хестер · на Nip Tuck | США · Эллисон Брок · на Rosevelt · Лора Грейвз · на Verdades · Кейси Перри-Гласс · на Dublet · Штеффен Петерс · на Legolas 92 |
| 2020 Токио см. подробнее          | Германия · Дороте Шнайдер · на Showtime · Изабель Верт · на Bella Rose 2 · Джессика фон Бредов-Верндль · на Dalera                            | США · Эдриенн Лайл · на Salvino · Сабина Шут-Кери · на Sanceo · Штеффен Петерс · на Suppenkasper                                             | Великобритания · Шарлотта Фрай · на Everdale · Шарлотта Дюжарден · на Gio · Карл Хестер · на En Vogue                         |
| 2024 Париж см. подробнее          | Германия · Фредерик Вандрес · на Bluetooth · Изабель Верт · на Wendy · Джессика фон Бредов-Верндль · на Dalera                                | Дания · Даниэль Бахманн Андерсен · на Vayron · Нанна Мерральд Расмуссен · на Zepter · Катрин Лаудруп-Дюфур · на Freestyle                    | Великобритания · Бекки Муди · на Jagerbomb · Карл Хестер · на Fame · Шарлотта Фрай · на Glamourdale                           |

## Троеборье

### Личное первенство
Награды в личном троеборье были разыграны на Олимпийских играх 26 раз, начиная с 1912 года. 6 побед, включая 5 побед подряд в 2008—2024 годах, на счету немецких конников. Шведы выигрывали 4 раза, по три победы у конников из Нидерландов и Новой Зеландии. Три конника побеждали в личном троеборье более одного раза — Михаэль Юнг (2012, 2016 и 2024), Шарль Паю де Мортанж (1928 и 1932) и Марк Тодд (1984 и 1988).
| Игры                              | Золото                                                  | Серебро                                                                | Бронза                                                  |
| 1912 Стокгольм см. подробнее      | Аксель Нордландер на Lady Artist Швеция                 | Фридрих фон Рохов на Idealist Германия                                 | Жак Карью на Cocotte Франция                            |
| 1920 Антверпен см. подробнее      | Хельмер Мёрнер на Germania Швеция                       | Оге Лундстрём на Yrsa Швеция                                           | Этторе Каффаратти на Caniche Италия                     |
| 1924 Париж см. подробнее          | Адольф ван дер Ворт ван Зейп на Silver-Piece Нидерланды | Фроде Киркебьерг на Metoo Дания                                        | Слоан Доак на Pathfinder США                            |
| 1928 Амстердам см. подробнее      | Шарль Паю де Мортанж на Marcroix Нидерланды             | Герард де Крёйфф на Va-T'en Нидерланды                                 | Бруно Нойман на Ilja Германия                           |
| 1932 Лос-Анджелес см. подробнее   | Шарль Паю де Мортанж на Marcroix Нидерланды             | Эрл Фостер Томсон на Jenny Camp США                                    | Кларенс фон Росен на Sunnyside Maid Швеция              |
| 1936 Берлин см. подробнее         | Людвиг Штуббендорф на Nurmi Германия                    | Эрл Фостер Томсон на Jenny Camp США                                    | Ханс Лундинг на Jason Дания                             |
| 1948 Лондон см. подробнее         | Бернар Шевалье на Alglonne Франция                      | Фрэнк Хенри на Swing Low США                                           | Роберт Сельфельт на Claque Швеция                       |
| 1952 Хельсинки см. подробнее      | Ханс фон Бликсен-Финеккке-мл. на Jubal Швеция           | Ги Лефран на Verdun Франция                                            | Вильхельм Бюзинг на Hubertus Германия                   |
| 1956 Стокгольм см. подробнее      | Петрус Кастенман на Iluster Швеция                      | Аугуст Лютке-Вестхюс на Trux von Kamax Объединённая германская команда | Фрэнсис Уэлдон на Kilbarry Великобритания               |
| 1960 Рим см. подробнее            | Лоуренс Морган на Salad Days Австралия                  | Нил Лэвис на Mirrabooka Австралия                                      | Антон Бюлер на Gay-Spark Швейцария                      |
| 1964 Токио см. подробнее          | Мауро Кекколи на Surbean Италия                         | Карлос Мораторио на Chalan Аргентина                                   | Фриц Лиггес на Donkosak Объединённая германская команда |
| 1968 Мехико см. подробнее         | Жан-Жак Гийон на Pitou Франция                          | Дерек Оллхазен на Lochinvar Великобритания                             | Майкл Пейдж на Foster США                               |
| 1972 Мюнхен см. подробнее         | Ричард Мид на Laurieston Великобритания                 | Алессандро Арджентон на Woodland Италия                                | Ян Йёнссон на Sarajevo Швеция                           |
| 1976 Монреаль см. подробнее       | Эдмунд Коффин на Bally-Cor США                          | Майкл Пламб на Better & Bette США                                      | Карл Шульц на Madrigal ФРГ                              |
| 1980 Москва см. подробнее         | Федерико Роман на Rossinan Италия                       | Александр Блинов на Галзуне СССР                                       | Юрий Сальников на Пинцете СССР                          |
| 1984 Лос-Анджелес см. подробнее   | Марк Тодд на Charisma Новая Зеландия                    | Карен Стивс на Ben Arthur США                                          | Вирджиния Холгейт на Priceless Великобритания           |
| 1988 Сеул см. подробнее           | Марк Тодд на Charisma Новая Зеландия                    | Иен Старк на Sir Wattie Великобритания                                 | Вирджиния Ленг на Master Craftsman Великобритания       |
| 1992 Барселона см. подробнее      | Мэттью Райан на Kibah Tic Toc Австралия                 | Херберт Блёккер на Feine Dame Германия                                 | Блайт Тейт на Messiah Новая Зеландия                    |
| 1996 Атланта см. подробнее        | Блайт Тейт на Ready Teddy Новая Зеландия                | Салли Кларк на Squirrel Hill Новая Зеландия                            | Керри Милликин на Out and About США                     |
| 2000 Сидней см. подробнее         | Дэвид О’Коннор на Custom Made США                       | Эндрю Хой на Swizzle In Австралия                                      | Марк Тодд на Eyespy II Новая Зеландия                   |
| 2004 Афины см. подробнее          | Лесли Лоу на Shear L'Eau Великобритания                 | Кимберли Северсон на Winsome Andante США                               | Пиппа Фаннелл на Primmore's Pride Великобритания        |
| 2008 Пекин см. подробнее          | Хинрих Ромайке на Marius Германия                       | Джина Майлз на McKinlaigh США                                          | Кристина Кук на Miners Frolic Великобритания            |
| 2012 Лондон см. подробнее         | Михаэль Юнг на Sam Германия                             | Сара Альготссон Остхольт на Wega Швеция                                | Сандра Ауффарт на Opgun Louvo Германия                  |
| 2016 Рио-де-Жанейро см. подробнее | Михаэль Юнг на Sam Германия                             | Астье Николя на Piaf de B'Neville Франция                              | Филлип Даттон на Mighty Nice США                        |
| 2020 Токио см. подробнее          | Юлия Краевски на Amande de B'Neville Германия           | Том Макъюэн на Toledo de Kerser Великобритания                         | Эндрю Хой на Vassily de Lassos Австралия                |
| 2024 Париж см. подробнее          | Михаэль Юнг на Chipmunk FRH Германия                    | Крис Бёртон на Shadow Man Австралия                                    | Лора Коллетт на London 52 Великобритания                |

### Командное первенство
Награды в командном троеборье разыгрывались на Олимпийских играх 26 раз, начиная с 1912 года. 5 побед у Великобритании, по 4 победы у Германии (включая ФРГ), США и Австралии.
| Игры                              | Золото | Серебро | Бронза |
| 1912 Стокгольм см. подробнее      | Швеция | Германия | США |
| 1920 Антверпен см. подробнее      | Швеция | Италия | Бельгия |
| 1924 Париж см. подробнее          | Нидерланды | Швеция | Италия |
| 1928 Амстердам см. подробнее      | Нидерланды | Норвегия | Польша |
| 1932 Лос-Анджелес см. подробнее   | США | Нидерланды | — |
| 1936 Берлин см. подробнее         | Германия | Польша | Великобритания |
| 1948 Лондон см. подробнее         | США | Швеция | Мексика |
| 1952 Хельсинки см. подробнее      | Швеция | Германия | США |
| 1956 Стокгольм см. подробнее      | Великобритания | Объединённая германская команда | Канада |
| 1960 Рим см. подробнее            | Австралия | Швейцария | Франция |
| 1964 Токио см. подробнее          | Италия | США | Объединённая германская команда |
| 1968 Мехико см. подробнее         | Великобритания | США | Австралия |
| 1972 Мюнхен см. подробнее         | Великобритания | США | ФРГ |
| 1976 Монреаль см. подробнее       | США | ФРГ | Австралия |
| 1980 Москва см. подробнее         | СССР · Вячеслав Чуканов · на Гепатите · Виктор Погановский · на Топком · Виктор Асмаев · на Рейсе · Николай Корольков · на Эспадроне   | Италия | Мексика |
| 1984 Лос-Анджелес см. подробнее   | США | Великобритания | ФРГ |
| 1988 Сеул см. подробнее           | ФРГ | Великобритания | Новая Зеландия |
| 1992 Барселона см. подробнее      | Австралия | Новая Зеландия | Германия |
| 1996 Атланта см. подробнее        | Австралия | США | Новая Зеландия |
| 2000 Сидней см. подробнее         | Австралия | Великобритания | США |
| 2004 Афины см. подробнее          | Франция | Великобритания | США |
| 2008 Пекин см. подробнее          | Германия | Австралия | Великобритания |
| 2012 Лондон см. подробнее         | Германия | Великобритания | Новая Зеландия |
| 2016 Рио-де-Жанейро см. подробнее | Франция · Карим Лагуаг · на Entebbe · Матьё Лемуан · на Bart L · Астье Николя · на Piaf de B'Neville · Тибо Валлетт · на Qing du Briot | Германия · Сандра Ауффарт · на Opgun Louvo · Михаэль Юнг · на Sam · Ингрид Климке · на Hale-Bob OLD · Юлия Краевски · на Samourai du Thot | Австралия · Крис Бёртон · на Santano II · Сэм Гриффитс · на Paulank Brockagh · Шейн Роуз · на CP Qualified · Стюарт Тинни · на Pluto Mio              |
| 2020 Токио см. подробнее          | Великобритания · Лора Коллетт · на London 52 · Том Макъюэн · на Toledo de Kerser · Оливер Тауненд · на Ballaghmore Class               | Австралия · Кевин Макнаб · на Don Quidam · Эндрю Хой · на Vassily de Lassos · Шейн Роуз · на Virgil                                       | Франция · Николя Тузен · на Absolut Gold · Карим Лагуаг · на Triton Fontaine · Кристофер Сикс · на Totem de Brecey                                    |
| 2024 Париж см. подробнее          | Великобритания · Розалинд Кантер · на Lordships Graffalo · Том Макъюэн · на Jl Dublin · Лора Коллетт · на London 52                    | Франция · Карим Лагуаг · на Triton Fontaine · Стефан Ландуа · на Chaman Dumontceau · Николя Тузен · на Diabolo Menthe                     | Япония · Кадзума Томото · на Vinci De La Vigne · Рюдзо Китадзима · на Cekatinka · Ёсиаки Оива · на Mgh Grafton Street · Тоcиюки Танака · на Jefferson |

## Конкур

### Личное первенство
| Игры                              | Золото                                                       | Серебро                                                 | Бронза                                          |
| 1900 Париж см. подробнее          | Эме Хагеман на Benton II Бельгия                             | Жорж Ван Дер Поэле на Windsor Squire Бельгия            | Луи де Шамсавен на Terpsichore Франция          |
| 1904—1908                         | не включено в олимпийскую программу                          | не включено в олимпийскую программу                     | не включено в олимпийскую программу             |
| 1912 Стокгольм см. подробнее      | Жак Карью на Mignon Франция                                  | Рабод фон Крёхер на Dohna Германия                      | Эмманюэль де Бломмар на Clonmore Бельгия        |
| 1920 Антверпен см. подробнее      | Томмазо Леквио ди Ассаба на Trebecco Италия                  | Алессандро Валерио на Cento Италия                      | Карл Густаф Левенхаупт на Mon Coeur Швеция      |
| 1924 Париж см. подробнее          | Альфонс Гемузеус на Lucette Швейцария                        | Томмазо Леквио ди Ассаба на Trebecco Италия             | Адам Круликевич на Picador Польша               |
| 1928 Амстердам см. подробнее      | Франтишек Вентура на Elliot Чехословакия                     | Пьер Бертран де Баланда на Papillon Франция             | Шарль-Гюстав Кун на Pepita Швейцария            |
| 1932 Лос-Анджелес см. подробнее   | Такэити Ниси на Uranus Япония                                | Харри Чэмберлин на Show Girl США                        | Кларенс фон Росен на Empire Швеция              |
| 1936 Берлин см. подробнее         | Курт Хассе на Tora Германия                                  | Хенри Ранг на Delfis Румыния                            | Йожеф фон Платти на Sello Венгрия               |
| 1948 Лондон см. подробнее         | Умберто Марилес на Arete Мексика                             | Рубен Уриса на Harvey Мексика                           | Жан-Франсуа д’Оржекс на Sucre de Pomme Франция  |
| 1952 Хельсинки см. подробнее      | Пьер-Жонкер д’Ориола на Ali Baba Франция                     | Оскар Кристи на Bambi Чили                              | Фриц Тидеман на Meteor Германия                 |
| 1956 Стокгольм см. подробнее      | Ханс Гюнтер Винклер на Halla Объединённая германская команда | Раймондо Д’Инцео на Merano Италия                       | Пьеро Д’Инцео на Uruguay Италия                 |
| 1960 Рим см. подробнее            | Раймондо Д’Инцео на Posillipo Италия                         | Пьеро Д’Инцео на The Rock Италия                        | Дэвид Брум на Sunsalve Великобритания           |
| 1964 Токио см. подробнее          | Пьер-Жонкер д’Ориола на Lutteur Франция                      | Херман Шридде на Dozent Объединённая германская команда | Питер Робесон на Firecrest Великобритания       |
| 1968 Мехико см. подробнее         | Уильям Стейнкраус на Snowbound США                           | Мэрион Коакс на Stroller Великобритания                 | Дэвид Брум на Mister Softee Великобритания      |
| 1972 Мюнхен см. подробнее         | Грациано Манчинелли на Ambassador Италия                     | Энн Мур на Psalm Великобритания                         | Нил Шапиро на Sloopy США                        |
| 1976 Монреаль см. подробнее       | Альвин Шоккемёле на Warwick Rex ФРГ                          | Мишель Вайянкур на Branch County Канада                 | Франсуа Мати на Gai Luron Бельгия               |
| 1980 Москва см. подробнее         | Ян Ковальчик на Artemor Польша                               | Николай Корольков на Эспадроне СССР                     | Хоакин Перес на Alymony Мексика                 |
| 1984 Лос-Анджелес см. подробнее   | Джозеф Фаргис на Touch of Class США                          | Конрад Хомфелд на Abdullah США                          | Хайди Роббиани на Jessica V Швейцария           |
| 1988 Сеул см. подробнее           | Пьер Дюран на Jappeloup Франция                              | Грег Бест на Gem Twist США                              | Карстен Хук на Nepomuk ФРГ                      |
| 1992 Барселона см. подробнее      | Лудгер Бербаум на Classic Touch Германия                     | Пит Раймакерс на Ratina Z Нидерланды                    | Норман Делло Джойо на Irish США                 |
| 1996 Атланта см. подробнее        | Ульрих Кирххофф на Jus de Pomme Германия                     | Вильгельм Меллигер на Calvaro V Швейцария               | Александра Ледерманн на Rochet M Франция        |
| 2000 Сидней см. подробнее         | Йерун Дюббелдам на De Sjiem Нидерланды                       | Алберт Ворн на Lando Нидерланды                         | Халед Аль-Ид на Khashm Al Aan Саудовская Аравия |
| 2004 Афины см. подробнее          | Родриго Пессоа на Baloubet du Rouet Бразилия                 | Крис Капплер на Royal Kaliber США                       | Марко Кучер на Montender Германия               |
| 2008 Пекин см. подробнее          | Эрик Ламаз на Hickstead Канада                               | Рольф-Йёран Бенгтссон на Ninja Швеция                   | Бизи Мэдден на Authentic США                    |
| 2012 Лондон см. подробнее         | Стив Герда на Nino Des Buissonets Швейцария                  | Герко Схрёдер на London Нидерланды                      | Киан О’Коннор на Blue Loyd Ирландия             |
| 2016 Рио-де-Жанейро см. подробнее | Ник Скелтон на Big Star Великобритания                       | Педер Фредриксон на All In Швеция                       | Эрик Ламаз на Fine Lady Канада                  |
| 2020 Токио см. подробнее          | Бен Маэр на Explosion W Великобритания                       | Педер Фредриксон на All In Швеция                       | Майкел ван дер Влётен на Beauville Z Нидерланды |
| 2024 Париж см. подробнее          | Кристиан Кукук на Checker 47 Германия                        | Стив Герда на Dynamix de Belheme Швейцария              | Майкел ван дер Влётен на Beauville Z Нидерланды |

### Командное первенство
Медали в командном конкуре разыгрывались на Олимпийских играх 26 раз, начиная с 1912 года. В 1932 году медали не были вручены, так как ни у одной команды не было трёх конников, добравшихся до финиша. 8 раз побеждала Германия (включая выступления как Объединённая германская команда и ФРГ), 4 победы у шведов, по три раза выигрывали США и Великобритания.
| Игры                              | Золото | Серебро | Бронза |
| 1912 Стокгольм см. подробнее      | Швеция · Густаф Левенхаупт · на Medusa · Густаф Чильман · на Gåtan · Ханс фон Русен · на Lord Iron · Фредрик Русенкранц · на Drabant                                | Франция · Пьер Дюфур д’Астафор · на Amazone · Жак Карью · на Mignon · Эрнест Мейер · на Allons-y · Гастон Сенье · на Cocotte | Германия · Сигизмунд Фрайер · на Ultimus · Вильгельм фон Гогенау · на Pretty Girl · Эрнст Делох · на Hubertus · Фридрих Карл Прусский · на Gibson Boy |
| 1920 Антверпен см. подробнее      | Швеция | Бельгия | Италия |
| 1924 Париж см. подробнее          | Швеция | Швейцария | Португалия |
| 1928 Амстердам см. подробнее      | Испания | Польша | Швеция |
| 1932 Лос-Анджелес см. подробнее   | Не было призёров (ни у одной команды соревнования не завершили три конника)                                                                                         | Не было призёров (ни у одной команды соревнования не завершили три конника)                                                  | Не было призёров (ни у одной команды соревнования не завершили три конника)                                                                           |
| 1936 Берлин см. подробнее         | Германия | Нидерланды | Португалия |
| 1948 Лондон см. подробнее         | Мексика | Испания | Великобритания |
| 1952 Хельсинки см. подробнее      | Великобритания | Чили | США |
| 1956 Стокгольм см. подробнее      | Объединённая германская команда | Италия | Великобритания |
| 1960 Рим см. подробнее            | Объединённая германская команда | США | Италия |
| 1964 Токио см. подробнее          | Объединённая германская команда | Франция | Италия |
| 1968 Мехико см. подробнее         | Канада | Франция | ФРГ |
| 1972 Мюнхен см. подробнее         | ФРГ | США | Италия |
| 1976 Монреаль см. подробнее       | Франция | ФРГ | Бельгия |
| 1980 Москва см. подробнее         | СССР · Вячеслав Чуканов · на Гепатите · Виктор Погановский · на Топком · Виктор Асмаев · на Рейсе · Николай Корольков · на Эспадроне                                | Польша · Мариан Козицкий · на Бремене · Ян Ковальчик · на Artemor · Веслав Хартман · на Norton · Януш Бобик · на Szampan     | Мексика · Хоакин Перес · на Alymony · Хесус Гомес · на Massacre · Херардо Тассер · на Caribe · Альберто Вальдес-младший · на Lady Mirka               |
| 1984 Лос-Анджелес см. подробнее   | США | Великобритания | ФРГ |
| 1988 Сеул см. подробнее           | ФРГ | США | Франция |
| 1992 Барселона см. подробнее      | Нидерланды | Австрия | Франция |
| 1996 Атланта см. подробнее        | Германия | США | Бразилия |
| 2000 Сидней см. подробнее         | Германия | Швейцария | Бразилия |
| 2004 Афины см. подробнее          | США | Швеция | Германия |
| 2008 Пекин см. подробнее          | США | Канада | Швейцария |
| 2012 Лондон см. подробнее         | Великобритания | Нидерланды | Саудовская Аравия |
| 2016 Рио-де-Жанейро см. подробнее | Франция · Филипп Розье · на Rahotep De Toscane · Кевин Сто · на Reveur De Hurtebise · Роже-Ив Бост · на Sydney Une Prince · Пенелопа Лепрево · на Flora De Mariposa | США | Германия |
| 2020 Токио см. подробнее          | Швеция · Хенрик фон Эккерман · на King Edward · Малин Барьярд-Юнссон · на Indiana · Педер Фредриксон · на All In                                                    | США · Лора Краут · на Baloutinue · Джессика Спрингстин · на Don Juan van de Donkhoeve · Маклейн Уорд · на Contagious         | Бельгия · Питер Девос · на Claire Z · Жером Гери · на Quel Homme de Hus · Грегори Ватле · на Nevados S                                                |
| 2024 Париж см. подробнее          | Великобритания · Бен Маэр · на Dallas Vegas Batilly · Харри Чарльз · на Romeo 88 · Скотт Браш · на Jefferson                                                        | США · Лора Краут · на Baloutinue · Карл Кук · на Caracole de la Roque · Маклейн Уорд · на Ilex                               | Франция · Симон Делестр · на I Amelusina R 51 · Оливье Перро · на Dorai D'Aiguilly · Жюльен Эпайяр · на Dubai du Cedre                                |

## Исключённые дисциплины

### Hacks and Hunter
Изначально МОК рассматривал эту дисциплину как часть соревнований Всемирной выставки 1900 года, однако позднее изменил позицию и сейчас рассматривает эти соревнования как часть программы Олимпийских игр.
| Игры                     | Золото                                | Серебро                                | Бронза                                 |
| 1900 Париж см. подробнее | Наполеон Мюрат на The General Франция | Виктор Аршенуль на Retournelle Франция | Робер де Монтескью на Grey Leg Франция |

### Прыжки в высоту
| Игры                     | Золото                                     | Серебро | Бронза                               |
| 1900 Париж см. подробнее | Доминик Гардер на Canéla Франция           | —       | Жорж Ван Дер Поэле на Ludlow Бельгия |
| 1900 Париж см. подробнее | Джованни Джорджо Триссино на Oreste Италия | —       | Жорж Ван Дер Поэле на Ludlow Бельгия |

### Прыжки в длину
| Игры                     | Золото                                       | Серебро                                    | Бронза                          |
| 1900 Париж см. подробнее | Констант ван Лангендонк на Extra-Dry Бельгия | Джованни Джорджо Триссино на Oreste Италия | Жак де Прюнеле на Tolla Франция |

### Гонки почтовых повозок
Изначально МОК рассматривал эту дисциплину как часть соревнований Всемирной выставки 1900 года, однако позднее изменил позицию и сейчас рассматривает эти соревнования как часть программы Олимпийских игр.
| Игры                     | Золото                    | Серебро          | Бронза                |
| 1900 Париж см. подробнее | Жорж Нагельмакерс Бельгия | Леон Том Франция | Жан де Нёфлиз Франция |

### Вольтижировка
| Игры                         | Золото                 | Серебро       | Бронза           |
| 1920 Антверпен см. подробнее | Даниэль Букарт Бельгия | Фьель Франция | Луи Фине Бельгия |

### Командная вольтижировка
| Игры                         | Золото                                                | Серебро                                                  | Бронза                                                   |
| 1920 Антверпен см. подробнее | Бельгия · Даниэль Букарт · Луи Фине · Морис Ван Ранст | Франция · Фьель · Пьер де Сален · Жорж дю Амель де Канши | Швеция · Карл Греэн · Андерс Мортенссон · Оскар Нильссон |

## Спортсмены, выигравшие более 2 золотых наград
| №  | Спортсмен(-ка)               | Годы жизни | НОК                                   | Игры      | Дисциплина | 1 | 2 | 3 | Всего |
| -- | ---------------------------- | ---------- | ------------------------------------- | --------- | ---------- | - | - | - | ----- |
| 1  | Изабель Верт                 | 1969—      | Германия                              | 1992—2024 | Выездка    | 8 | 6 | 0 | 14    |
| 2  | Райнер Климке                | 1936—1999  | Объединённая германская команда · ФРГ | 1964—1988 | Выездка    | 6 | 0 | 2 | 8     |
| 3  | Ханс Гюнтер Винклер          | 1926—2018  | Объединённая германская команда · ФРГ | 1956—1976 | Конкур     | 5 | 1 | 1 | 7     |
| 4  | Шарль Паю де Мортанж         | 1896—1971  | Нидерланды                            | 1924—1936 | Троеборье  | 4 | 1 | 0 | 5     |
| 4  | Михаэль Юнг                  | 1982—      | Германия                              | 2012—2024 | Троеборье  | 4 | 1 | 0 | 5     |
| 6  | Лудгер Бербаум               | 1963—      | ФРГ · Германия                        | 1988—2016 | Конкур     | 4 | 0 | 1 | 5     |
| 7  | Джессика фон Бредов-Верндль  | 1986—      | Германия                              | 2020—2024 | Выездка    | 4 | 0 | 0 | 4     |
| 7  | Хенри Сен-Сир                | 1902—1979  | Швеция                                | 1952—1956 | Выездка    | 4 | 0 | 0 | 4     |
| 7  | Николь Упхофф                | 1967—      | ФРГ · Германия                        | 1988—1992 | Выездка    | 4 | 0 | 0 | 4     |
| 10 | Анки ван Грюнсвен            | 1968—      | Нидерланды                            | 1996—2012 | Выездка    | 3 | 5 | 1 | 9     |
| 11 | Эндрю Хой                    | 1959—      | Австралия                             | 1992—2020 | Троеборье  | 3 | 2 | 1 | 6     |
| 12 | Шарлотта Дюжарден            | 1985—      | Великобритания                        | 2012—2020 | Выездка    | 3 | 1 | 2 | 6     |
| 13 | Бен Маэр                     | 1983—      | Великобритания                        | 2012—2024 | Конкур     | 3 | 0 | 0 | 3     |
| 13 | Ричард Мид                   | 1938—2015  | Великобритания                        | 1968—1972 | Троеборье  | 3 | 0 | 0 | 3     |
| 13 | Мэттью Райан                 | 1964—      | Австралия                             | 1992—2000 | Троеборье  | 3 | 0 | 0 | 3     |
| 13 | Моника Теодореску            | 1963—      | ФРГ · Германия                        | 1988—1996 | Выездка    | 3 | 0 | 0 | 3     |
| 13 | Адольф ван дер Ворт ван Зейп | 1892—1978  | Нидерланды                            | 1924—1928 | Троеборье  | 3 | 0 | 0 | 3     |